# Bahnhof Höfingen
Der Bahnhof Höfingen liegt am Streckenkilometer 10,993 der Württembergischen Schwarzwaldbahn und ist eine Station im Netz der S-Bahn Stuttgart im Leonberger Stadtteil Höfingen. Im Sinne der Eisenbahn-Bau- und Betriebsordnung handelt es sich nicht um einen Bahnhof, sondern um einen Haltepunkt.

## Geschichte
Am 1. Dezember 1869 eröffneten die Königlich Württembergischen Staats-Eisenbahnen den zweiten Streckenabschnitt der Schwarzwaldbahn zwischen Ditzingen und Weil der Stadt. Es ist davon auszugehen, dass Außenminister Karl von Varnbüler, der damalige Besitzer des  Schlosses Höfingen, die Streckenführung beeinflusste. Doch obwohl die Trasse im Glemstal über die Gemarkung von Höfingen verlief, blieb das Dorf vorerst ohne Berücksichtigung. Danach schlossen sich zahlreiche Einwohner zu einem Bürgerverein zusammen, der sich für den Bau eines Haltepunkts einsetzte.
Am 27. September 1888 wird erstmals von der Errichtung des Haltepunkts gesprochen. Im Beisein der jubelnden Bevölkerung hielt am 16. Januar 1889 erstmals ein Zug in Höfingen. Das einstöckige hölzerne Empfangsgebäude mit Warte- und Dienstraum, sowie einem angrenzenden Güterschuppen, existiert nicht mehr. Die planmäßige Fahrt von Stuttgart nach Höfingen dauerte damals 35 Minuten.
Am 30. September 1932 nahm die Deutsche Reichsbahn zwischen Ditzingen und Leonberg ein zweites Streckengleis in Betrieb. Am 15. Mai 1939 begann der elektrische Betrieb zwischen Zuffenhausen und Leonberg bei gleichzeitiger Integration in den Stuttgarter Vorortverkehr.
In den 1970er Jahren baute die Deutsche Bundesbahn den Haltepunkt zur künftigen S-Bahn-Station um. 1975 riss sie dabei das Empfangsgebäude ab. Das einstige Bahnwärterhaus blieb bestehen. Seit 1. Oktober 1978 halten in Höfingen S-Bahnen der Linie S 6 Weil der Stadt–Schwabstraße. Seit dem 8. Dezember 2012 wird die Station auch von der S-Bahnlinie S 60 Böblingen–Renningen–Schwabstraße angefahren.
Der Haltepunkt ist Teil des Planbereichs 1 (Böblingen) des Digitalen Knotens Stuttgart, dessen Baubeginn 2027 und dessen Inbetriebnahme für 2030 geplant ist.

## Betrieb

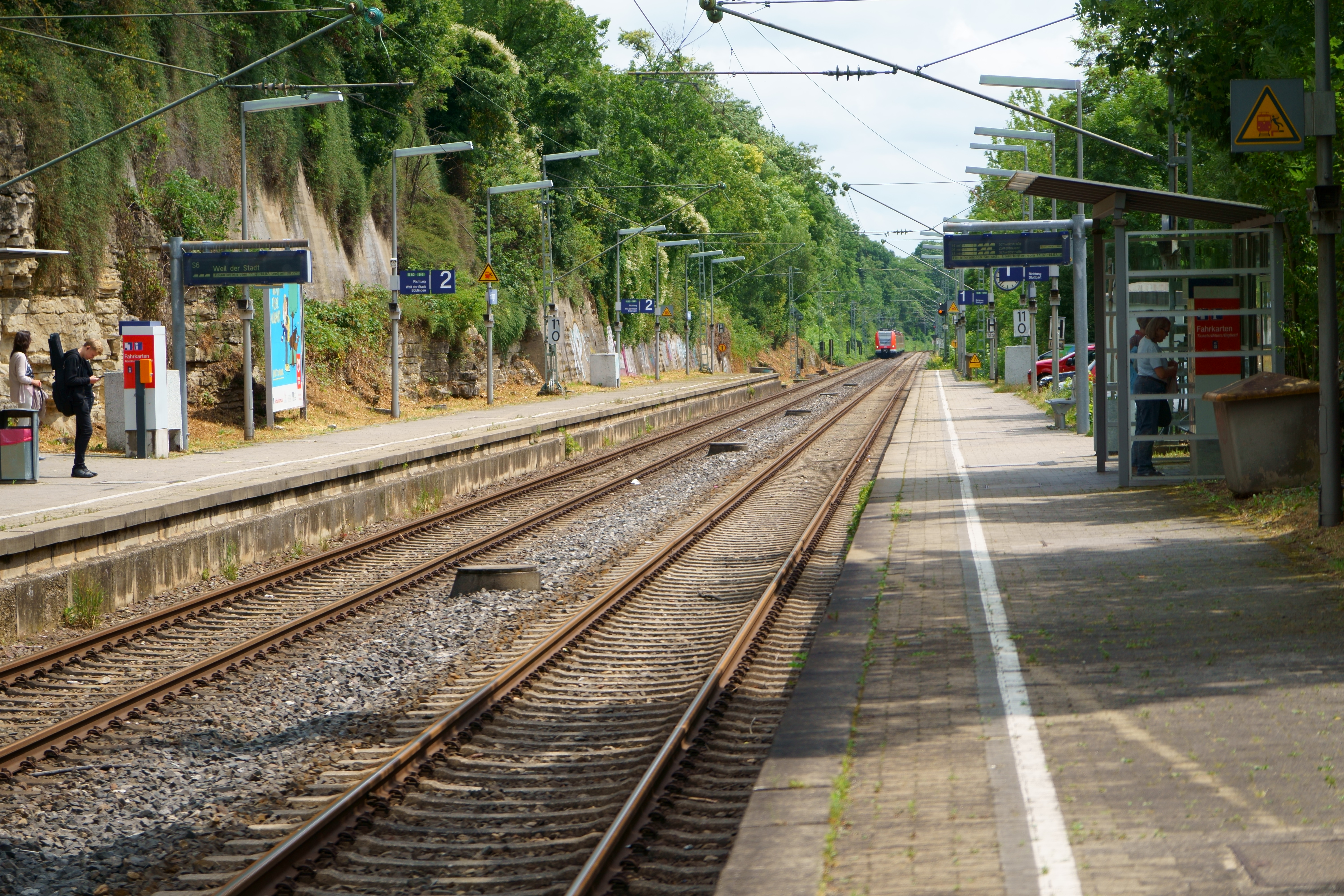
S-Bahnhof Höfingen

Der Haltepunkt wird von den Linien S 6 und S 60 der S-Bahn Stuttgart bedient. Gleis 1 steht den S-Bahnen Richtung Zuffenhausen zur Verfügung, Gleis 2 denen Richtung Leonberg.
Der Bahnhof Höfingen gehört bei DB InfraGO zur Preisklasse 5.

### S-Bahn
| Linie | Strecke |
| ----- | --- |
| S 6   | Weil der Stadt – Renningen – Leonberg – Zuffenhausen – Hauptbahnhof – Schwabstraße (Verstärkerzüge im Berufsverkehr zwischen Leonberg und Schwabstraße) |
| S 60  | Böblingen – Sindelfingen – Magstadt – Renningen – Leonberg – Zuffenhausen – Hauptbahnhof – Schwabstraße                                                 |